# Hans Lunding
Hans Matthiesen Lunding, född 25 februari 1899 i Stepping, död 5 april 1984 i Århus, var en dansk ryttare och militär. Han var chef för Forsvarets Efterretningstjeneste 1950 till 1963.
Lunding blev olympisk bronsmedaljör i fälttävlan vid sommarspelen 1936 i Berlin.

## Utmärkelser
- Kommendör av Dannebrogorden
- Dannebrogsmännens hederstecken

[Redigera Wikidata]